# Stolnica sv. Patrika, Karači
Stolnica svetega Patrika je sedež rimskokatoliške nadškofije Karači in stoji v bližini trga Empress Market v kraju Saddar v osrednjem Karačiju. Cerkev je bila dokončana leta 1881 in lahko sprejme 1500 vernikov. Na sprednji strani stolnice je spomenik Kristusu kralju, izdelan med letoma 1926 in 1931 v spomin na jezuitski misijon v Sindu.

## Zgodovina
Prva cerkev v Sindu, imenovana cerkev sv. Patrika, je bila zgrajena na mestu današnje stolnice leta 1845 kot karmeličanski misijon po ceni 6000 rupij pod vodstvom prvega karmeličanskega duhovnika v Karačiju, očeta Casabocha. Ko se je katoliško prebivalstvo mesta povečalo, so mestni katoličani zbrali denar za gradnjo nove cerkve. Leta 1878 je bil položen temeljni kamen, cerkev pa je bila posvečena 24. aprila 1881. Kljub izgradnji nove stavbe je stara cerkev delovala, dokler je leta 1885 ni uničila nevihta.

## Oblikovanje
Današnja stolnica je zgrajena v neogotskem slogu; meri 52 krat 22 metrov in lahko hkrati sprejme vsaj 1500 vernikov. Zasnovali in izvedli so jo trije člani Družbe Jezusove: zasnovo stolnice je zasnoval arhitekt pater Karl Wagner, SJ, gradnjo pa sta nadzorovala laična brata George Kluver, SJ in Herman Lau, SJ.
Glasnik province Sind ponuja opis stolnice:
»Njena zunanjost ni okrašena, čeprav presenetljiva od daleč, vendar sta bila denar in umetnost razsipna v notranjosti. Prezbiterij, ki je sam po sebi prostoren, je posebej impresiven s svojo dodatno višino, medtem ko se vidijo plemenite konture ambicioznega oltarja najboljša prednost je celotna notranjost poslikana z oljem in vsa okna so iz barvnega stekla, ki so ga darovali člani kongregacije.«

## Zadnji časi
Leta 1978 je stolnica praznovala svojo stoletnico. Pakistanska pošta je ob tej priložnosti izdala posebne priložnostne znamke. Poseben pozdrav in blagoslov ob tej priložnosti je poslal papež Janez Pavel I.
Novembra 1991 je stolnico obiskala Mati Terezija iz Kalkute. Ob tej priložnosti je spregovoril tudi kardinal Joseph Cordeiro iz Karačija.
V stolnici je eksplodirala bomba, ki je povzročila poškodbe in uničenje. Eksplozija 22. decembra 1998 se je zgodila nekaj minut po tem, ko je kongregacija obhajala mašo. Večina ljudi je odšla, ko je bomba eksplodirala. Ena ženska je bila ranjena in nastala je delna škoda v notranjosti 120 let stare stolnice.ref>National Catholic Reporter 8 January 1999</ref>
Leta 2003 je bila stolnica razglašena za zaščiten spomenik zaradi svoje izjemne arhitekturne lepote v skladu z Zakonom o varstvu kulturne dediščine Sinda.
Stolnica je bila nekoč največja katoliška cerkev v državi. 9. novembra 2011 je apostolski nuncij v Pakistanu nadškof Edgar Pena Parra blagoslovil cerkev sv. Petra v Karačiju, zdaj največjo katoliško cerkev v Pakistanu. Sprejme 5000 ljudi.
Decembra 2018 je praznovanje 175. obletnice stolnice vodil nadškof Karačija kardinal Joseph Coutts. Predstavil je tudi knjigo St Patrick's: A Journey of 175 Years avtorjev Goretti in Michael Ali, ki je bila napisana posebej za to priložnost.
5. oktobra 2019 je nadškof sporočil, da je p. Saleh Diego nov župnik župnije St. Patricks.
11. februarja 2021 je papež Frančišek imenoval škofa Bennyja Travasa iz Multana za naslednika kardinala Josepha Couttsa kot nadškofa Karačija. Travas je bil v tej stolnici 11. aprila 2021 postavljen za nadškofa Karačija.

## Zbor
Prva glasbena gospa je bila s. Fredericka FC, ki je služila od 1878 do 1902.
Od 1920-ih do 1970-ih je imela stolnica večglasni zbor s približno tridesetimi člani.
Leta 2018 ima župnija pet zborov: Seniors, Shamrock, Praise in Harmony, Cathedral choir in Urdu choir.

## Galerija
- Spomenik Kristusu Kralju s katedralo svetega Patrika
- Notranjost
- Oltar